# Mubah
Mubah är ett begrepp inom islamisk lag (sharia) rättsvetenskap (fiqh) som betyder "tillåtligt". I denna kategori ingår alla tillåtna men icke-rekommenderade handlingar. Man skiljer mellan tre typer av mubah. Den första typen består av neutrala handlingar som varken medför något bra eller dåligt för en individ, till exempel att äta, promenera, sy. Den andra typen av handlingar inkluderar i grunden förbjudna handlingar, men som blir tillåtna om man utför dem i en nödsituation. Om man nekar till att man är muslim under tvång eller äter färskt (rått) kött under hungersnöd räknas dessa handlingar som mubah och inte som förbjudna (haram). Den tredje typen av mubah består av handlingar som var tillåtna i islams inledningsskede, men som blev förbjudna senare. De som praktiserade dem innan blev dock befriade från synd. Att dricka vin och spela hasardspel är exempel på sådant som var tillåtet innan Muhammad emigrerade till Medina år 622 (hidjra).